# 機電工程署

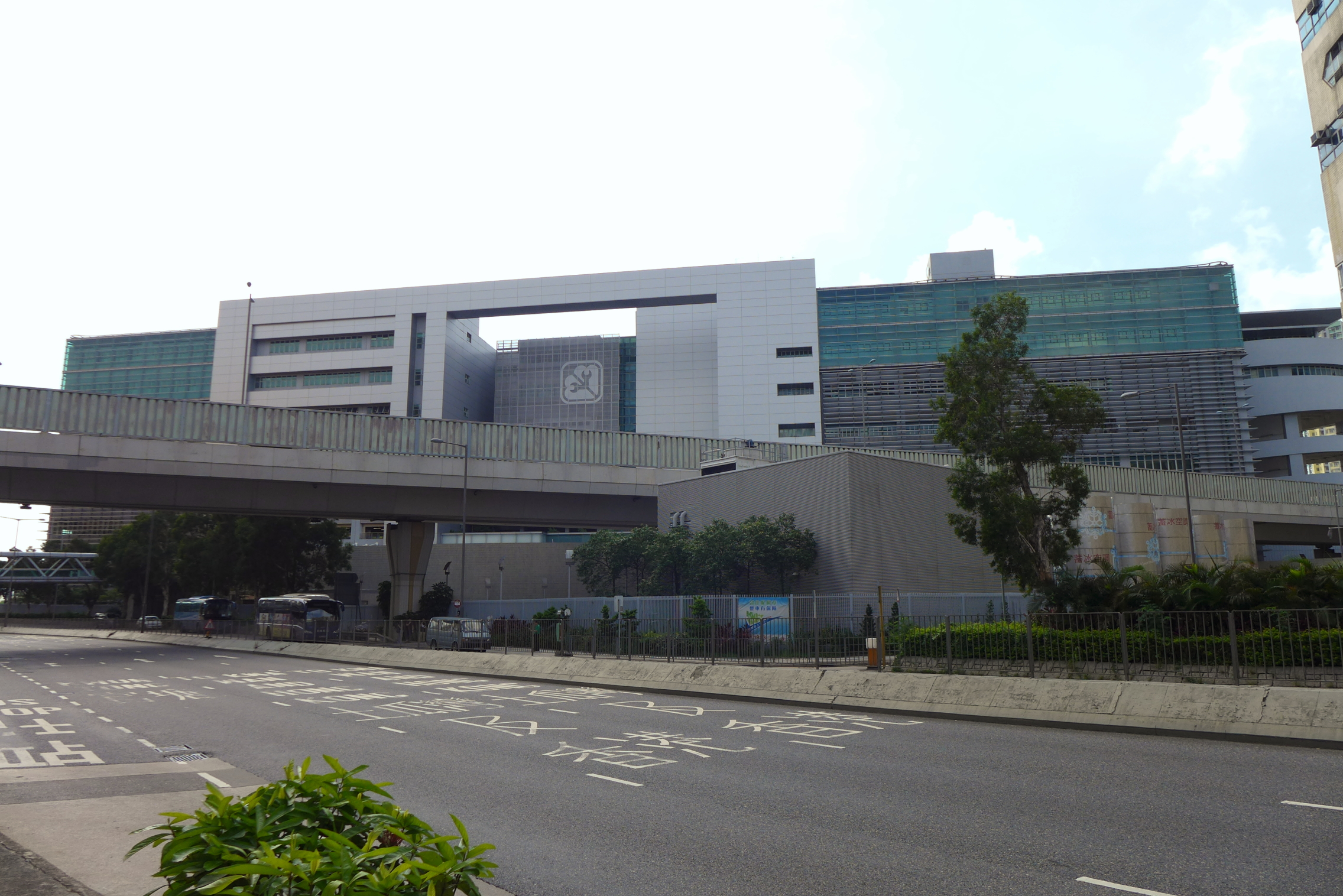
機電工程署總部大樓

機電工程署（英語：Electrical and Mechanical Services Department，簡稱 EMSD或機電署）是香港特別行政區政府發展局轄下的部門，專為香港提供機械、電機及氣體工程裝備，在部分涉及機電裝置的意外及消費者案件上提供化驗及建議，部分亦需就氣體、電力、升降機及自動梯、纜車及機動遊戲等制定安全條例。

## 組織架構
機電工程署設有兩個功能機構分別為規管服務及營運服務。

### 規管服務
規管服務機構機構包括負責執行和實施多條法例和規例及管理和執行相關的計劃、協議和制度並籌劃立法工作，以及向政府部門和公營機構提供專業意見。

#### 鐵路科
鐵路科負責規管港鐵系統、機場旅客捷運系統、電車和山頂纜車。鐵路科的角色是監察上述各條鐵路、電車和山頂纜車的安全運作，其主要職能包括：
- 調查鐵路、電車和山頂纜車的事故；
- 確保鐵路公司採納適當的安全守則；
- 評估及審批新鐵路項目和鐵路設施的主要改動；以及
- 評估和跟進鐵路公司的改善措施。

#### 電力及能源效益科
電力及能源效益科包括能源效益事務處的兩個屬部及另外一個處理電力安全法例的部別。
能源效益事務處包括能源效益 A 部和能源效益 B 部，負責制訂、實施及推行改善能源效益和節約能源的計劃及推廣可再生能源的應用。該處並負責向政策局與及向能源諮詢委員會及其轄下的能源效益及節約能源小組委員會提供技術支援。
事務處是《能源效益（產品標籤）條例》的執行機關，事務處亦負責制訂如「建築物能源效益守則」等實務守則及設立指引，並積極參與宣傳有效使用電力的工作小組及委員會的活動。其他推行的活動還包括能源管理、能源最終用途數據管理、制定指標、水冷式空調系統、區域性冷卻系統、最新節能科技、自願性能源效益標籤計劃、自願性建築物能源效益註冊計劃、和推廣新及可再生能源的使用等。
電力法例部負責執行《電力條例》及其附屬法例。該部的主要職能包括確保電力裝置及電氣產品的安全、電力供應的安全及可靠性，以及透過公眾教育，宣傳安全使用電力的訊息。

#### 氣體及一般法例科
氣體及一般法例科包括氣體標準事務處的兩個屬部及另外兩個處理一般法例的部別。
氣體標準事務處是氣體安全條例的執行機關，負責管制氣體的進口、生產、儲存、運送、供應及使用，以及處理其他有關事宜，從而保障公眾安全。在上述條例的範圍內，該處就氣體行業的工程做法及系統維修提供意見，包括調查與氣體有關的意外，以期確定意外起因及訂出有關預防措施的建議；此外，亦視察石油公司倉庫、工業及住宅樓宇內的石油氣設施。該處亦積極參與促進氣體安全及為氣體裝置技工提供專門訓練等工作。
一般法例部 1 負責執行多條與保障公眾安全有關的法例，該部的主要職責是確保升降機、自動梯、機動遊戲機、架空纜車、建築工地升降機及塔式工作平台的操作安全。
一般法例部 2 負責執行《升降機及自動梯條例》規管升降機和自動梯主要更改工程、舊式升降機及自動梯安全、支援推行優化舊式升降機資助計劃。氣體及一般法例科包括氣體標準事務處的兩個屬部及另外兩個處理一般法例的部別。

### 營運服務
營運服務機構負責向政府部門和公營機構提供電力、機械、空調及屋宇裝備工程系統和家具及設備項目 (包括生物醫學電子設備 )的操作及維修保養服務，以及小型機電工程的項目管理服務。

#### 機電工程營運基金
營運服務機構以機電工程營運基金模式運作，為政府部門、公營機構和公眾提供機電工程服務。
- 根據機電工程營運基金2010至11年度年報，營運基金在年內的收入為42.17億元，收入回報率為12.7%。
- 根據機電工程營運基金2012至13年度年報，營運基金在年內的收入為46.43億元，收入回報率為6.9%，盈利：4.49238億元
- 根據機電工程營運基金2013至14年度年報，營運基金在年內的收入為50.2億元，收入回報率為5.3%，盈利：3.8076億元

#### 工程服務科1
工程服務科1負責提供與車輛、機電、空調、電子及屋宇裝備設施等有關的顧問、工程策劃、操作及維修保養服務，範圍十分廣泛。該科別由邊境及運輸工程部和保安及車輛工程部組成。
邊境及運輸工程部提供兩類服務。第一類是邊境設施工程服務，為機場及邊境管制站的機電、電子及屋宇裝備系統，包括安裝在香港國際機場、航空交通控制塔及管制大樓和其他設於機場的政府設施的設備、邊境管制站的固定及移動X光系統等，提供操作、維修保養、顧問及工程管理的服務。第二類是運輸工程服務，為運輸署及路政署的機電、電子及屋宇裝備系統，例如道路及隧道的設施、交通管制及監察系統和智慧出行系統等，提供操作、維修保養、顧問及工程管理的服務。
保安及車輛工程部為六個主要客戶（包括香港警務處、香港消防處、懲教署、渠務署、廉政公署及保安局）提供顧問、工程策劃、操作及維修保養服務，並為各政府部門／決策局提供車輛維修保養及車輛採購服務。

#### 工程服務科2
工程服務科2由四個部別組成。分別為綜合工程部、市政工程部、衞生工程部1及衞生工程部2。
綜合工程部負責為政府辦公室、學校、社區中心、法庭及一些特定用途的政府建築物的機電、電子及屋宇裝備系統和設備，提供操作及維修保養服務，其客戶為不屬於其他部別服務範圍的大部分政府部門和決策局。該部別同時與建築署的物業事務處緊密合作，進行屋宇裝備加改工程及調配設計工程，並為該署的工程策劃管理處提供工程項目管理服務。此外，綜合工程部亦就非設於公共屋邨的資助學校的屋宇裝備工程（包括進行主要維修及緊急維修），以及在受津貼非政府機構內的屋宇裝備工程，向教育局及社會福利署提供諮詢服務。
市政工程部負責為郵務中心、渡輪碼頭、文娛場館、公園、室內運動場、圖書館、街市大樓等的空調設備、屋宇裝備、機電及電子設備，提供操作及維修保養服務。該部別的主要客戶為康樂及文化事務署、食物環境衞生署、海事處、香港郵政及旅遊事務署。
衞生工程部負責操作及維修保養設置於公立醫院、洗衣房、化驗所及診療所的機電、電子及屋宇裝備系統和設備，其中不少都是醫院專用設備，例如醫療氣體供應系統、消毒爐等。該部別亦負責為病人用的生物醫學設備、治療設備及臨牀化驗設備擬備規格、進行採購和提供維修保養服務，其主要客戶為醫院管理局、衞生署、政府化驗所及菲臘牙科醫院。

#### 工程服務科3
工程服務科3負責制訂策略及計劃，以達到企業的業務目標，推動和統籌創新及數碼化轉型的工作，並管理企業層面的所有中央支援服務，帶領機電工程營運基金建設促進科技應用和創新的架構。該科別由數碼科技部及企業服務部組成，以及直接管理合約顧問事宜。
數碼科技部負責推動部門應用創新科技，包括數碼化機電設備、提供創新方案以改善機電工程服務，以及發展「建築信息模擬」技術，配合資產管理。數碼科技部亦負責企業內的中央支援服務，包括企業管理電腦系統、電腦應用、部門網絡及數據中心。
企業服務部負責為企業提供中央支援服務，包括企業規劃、客戶服務、市場推廣、業務支援、品質及流程標準化、安全、職業健康、環境管理、培訓發展、業界聯繫及物料管理和採購。

## 歷史
機電工程署的前身為機電處，於1948年2月1日成立，由電氣處、機械處和運輸處合併而成，隸屬當時的工務司署。初期負責車輛管理、運輸，操作維修機電裝置方面提供簡單的服務。1982年工務司署重組，原有的工務司署機電處升格為正式部門的機電工程署。約1997年主權移交前後，機電工程署轉以營運基金方式運作，理論上需要自負盈虧，成為是公營部門改革的重點之一，現時需要負責維修醫院、機場及演奏廳等設施，以及在氣體、電力、升降機及自動梯安全和能源效益等方面，執行規管職務，和提供顧問服務。

### 最近的發展和創新科技
機電工程署於2018年在機電工程署總部大樓四樓設立互動學習中心，為機電行業推出了最新的虛擬實境（VR）學習系統。學習中心設有啟德郵輪碼頭海港登船橋的沉浸式VR保養訓練，包括升降機保養、低壓掣櫃的操作訓練。中心亦透過全息影像提供香港兒童醫院的建築訊息模擬-資產管理（BIM-AM）技術。
此外，該署亦於2018年6月推出機電創科網上平台 （页面存档备份，存于）（E&M InnoPortal），收集各政府部門、公營機構以及機電業界對應用創新科技的需求，讓創科界別包括初創企業及大學，提議相應的創新科技解決方案，透過平台配對，而該署會為成功配對的創新科技解決方案進行實地試驗，以促進和推動創新科技的研發和應用。

### 隸屬
- 工務司署（1948年﹣1982年）
- 布政司署地政工務科（1982年﹣1989年)
- 布政司署工務科（1989年﹣1997年6月30日）
- 工務局（1997年7月1日﹣2002年6月30日）
- 環境運輸及工務局（2002年7月1日﹣2007年6月30日）
- 發展局（2007年7月1日﹣）

## 歷任首長
1982年以前，機電工程署受工務司署管轄，部門為 Electrical & Mechanical Office。而在司署的行政架構中負責管理有關工程部門的首長，即 Director of Engineering Development 的歷任首長名單如下：
- 盧秉信（J. J. Robson，1961年至1969年）[5]
- 史其樂（G. J. Skelt，1969年至1971年）[6]
- 韋迪吉（J. R. Whitaker，1971年 - ？）[7]
- 貝犖（W. C. Bell，1973年 - ？）[7]

現時機電工程署署長屬D5首長級公務員，以下為署方改組後歷任首長名單：
- 區志平 (1982年 - 1989年)
- 繆麒 (1989年 - 1992年)
- 郭炳基 (1992年 - 1993年)
- 傅立新 (1993年 - 1999年)
- 梁湛添（1999年3月－2001年1月16日）
- 黎仕海（2001年1月17日－2006年12月15日）
- 何光偉（2006年12月16日－2009年5月2日）
- 陳鴻祥（2009年5月3日－2011年12月16日）
- 陳帆（2011年12月17日－2017年6月30日）
- 薛永恒（2017年10月13日－2020年4月21日）
- 彭耀雄（2020年11月4日一2024年3月30日）
- 潘國英（2024年3月31日一)

## 另見
- 香港能源
- 機電工程署總部大樓

| 前任： · 英屬香港電氣處     | 英屬香港機電處     | 繼任： · 英屬香港機電工程署 |
| 前任： · 英屬香港機械處     | 英屬香港機電處     | 繼任： · 英屬香港機電工程署 |
| 前任： · 英屬香港運輸處     | 英屬香港機電處     | 繼任： · 英屬香港機電工程署 |
| 前任： · 英屬香港機電處     | 英屬香港機電工程署 | 繼任： · 香港機電工程署     |
| 前任： · 英屬香港機電工程署 | 香港機電工程署     |                             |